# Filosofia greco-romana
A filosofia greco-romana foi a maneira com que os antigos gregos e romanos organizaram, nos últimos cinco séculos antes de Cristo, uma forma de conhecimento, um modo de reflexão ou uma teoria da realidade. Esta filosofia pode ser classificada em dois períodos: o cosmológico e o antropológico clássico.

## Classificação

### Período Cosmológico
Neste estágio primitivo e rural, predominou uma explicação mitológica do universo e da origem das principais significações da realidade. Os mitos gregos são marcadamente concebidos com características semelhantes ao mundo, relações e modos de vida dos homens daquele tempo. Houve entre os gregos uma imensa tradição mitológica oral, que mais tarde foi sistematizado por Homero em suas duas grandes obras: Ilíada e Odisseia. Costuma-se classificar este primeiro período grego (primitivo, rural, tribal e mitológico) como "Tempos Homéricos", abrangendo-se até por volta dos anos 1000 a.C.
Este saber mitológico "explicava", para a época e para aquele momento histórico, as principais questões da existência humana, da natureza e da sociedade. Explicava a origem dos reis, a própria origem dos homens, a origem do povo grego, das guerras, dos amores, das doenças, enfim, de toda a riqueza de sua cultura. A síntese do mito e a consciência mitológica justificam as estruturas sociais e cimentam as relações de trabalho, parentesco e política entre os gregos.
Neste período, entre vários filósofos que buscavam o conhecimento do princípio material da natureza, encontram-se
- Anaximandro: procurava provar que o princípio de tudo resumia-se numa construção espiritual, invisível
- Tales de Mileto: sua filosofia consistia-se em afirmar que a origem de todas as coisas era a agua
- Demócrito: para esse filósofo, as substâncias eram compostas de fragmentos invisíveis, aos quais deu o nome de átomos. Demócrito e Leucipo interpretavam o universo como um ser vazio e que agregava apenas átomos. Esses dois filósofos não diferenciavam a alma das demais substâncias, pois a entendiam como sendo também um átomo.
- Pitágoras: defendia o panteísmo, que significa uma relação entre teorias matemáticas e a metempsicose ou seja, a transformação da alma. Pitágoras é considerado um dos mais importantes matemáticos, no âmbito mundial. A geometria teve sua continuidades nos estudos desenvolvidos por ele.
- Anaxágoras: acreditava que o Nóus, um espírito, seria o centro do universo e que todas as coisas eram regidas por ele.
- Heráclito: via no lógus uma lei que determinava o desenvolvimento de tudo, a verdadeira transformação dos seres.
- Anaxímenes: para esse filósofo, o início de tudo se encontrava no ar que, após ter passado por algumas transformações físicas, teria dado origem à criação.
- Zenão de Cítio: fundador da escola estoica, cujo ensinamento resumia-se no estudo de uma lei universal, a Natureza. Segundo essa lei, o indivíduo que não se adaptasse às normas de boa conduta e virtude, não teria uma condição satisfatória de vida.
- Empédocles: dizia que a terra, o ar, a água e o fogo misturaram-se e deram origem às substâncias.
- Parmênides e Xenófones: entendiam o ser como sendo uno; as coisas eram imutáveis, permanentes e não se desenvolviam.

### Período antropológico / clássico
A filosofia, como ciência e atividade humana, no início foi produzida por homens situados em determinados momentos históricos. Nas cidades gregas, aos poucos, a filosofia vai ganhando sua identidade e tomando diferentes funções sociais. A Grécia, após ter passado pela era primitiva, tribal, e pelo período político denominado pólis, que significa cidade-estado, alcançou sua autonomia e independência. Atenas se sobressai economicamente e consegue elevar a Grécia no âmbito político e cultural.
Segundo J.P. Vernant, há uma relação entre o surgimento da filosofia e da cidade-estado. Enquanto na mitologia a filosofia significa o "saber" da Grécia rural, de tradição oral, esparsa e popular, com a instituição da pólis essa filosofia se traduz em uma nova ideologia, uma visão melhor do mundo, mais racional e organizada.
Os filósofos deste período, a começar com os sofistas, cobravam para ensinar; criaram uma nova temática para a filosofia: O Homem, capaz de conhecer. Os filósofos, a começar por Tales de Mileto, passaram pensar, questionar a realidade que os cercava. Começaram a estudar a physis (grego, que significa natureza), e o arkhé (grego, que significa elemento essencial, ou primordial), passando a se perguntarem: por que o Sol aparece no nascente e se põe no poente? Por que acontece o trovão? Será que os acontecimentos da natureza são obra de deuses, ou é possível encontrar uma explicação racional, natural para tudo o que acontece?
A filosofia muda de espaço geográfico, das colônias da região jônica, para o centro cultural de Atenas. Esta mudança causa também a mudança de objeto de pesquisa: passa do questionamento da natureza para o homem. Perguntam, por que o Homem nasce, se desenvolve, cria filhos, envelhece e morre?Há uma mudança de temática: o discurso cosmológico e materialista passa a dar lugar a um discurso moral e político, pois na cidade a convivência humana precisa ser fundamentada, bem como será preciso um modelo de enquadramento social efetivo: a paidéia, o ideal educativo. O período antropológico, com Sócrates, Platão e Aristóteles, coincide com o ponto alto da democracia.

### Decadência
Chama-se "decadente" ao último período da filosofia grega que coincide com a própria decadência do mundo grego depois de um apogeu político e cultural. Em síntese, as filosofia deste período não têm o brilho clássico nem propostas novas e originais. Antes, quase sempre são sistemas místico-filosóficos, sincréticos, próprios de épocas de crise estrutural como foram os dois últimos séculos antecedentes à era cristã.
O estoicismo, do grego "stoá", que significa "pórtico", aludindo aos que ficavam às portas da cidade pregando sua doutrina,  é extremamente individualista. Descrente dos deuses e da "pólis", o estoico volta-se para seu mundo interior, sobre si mesmo. Exalta a igualdade humana pela "razão" como forma de superar as identidades culturais e raciais da "pólis" destruída. Levanta-se agora um cidadão universal, sem família, pátria ou obrigações. Quer buscar a completa autonomia individual - autárquica e na prática das virtudes atingir a sabedoria.
O filósofo, ou sábio estoico, vivendo virtudes numa dimensão prática e racional, suprimira todas as paixões, fontes da dor, engano e confusão, pelo domínio de sua "natureza interior". O completo domínio das paixões leva as pessoas à "Ataraxia", a completa contemplação interior. O estoicismo é, portanto, um subjetivismo moral, e individualmente se torna o refúgio do grego dominado. É universalista enquanto exige a razão e a sabedoria como distinção de todo homem pensante. O sábio estoico não teme a morte nem os deuses - vive para si mesmo. O cristianismo incorpora a moral e o universalismo dos estoicos.
Já o epicurismo, que se forma a partir das ideias de Epicuro, abre uma outra perspectiva embora igualmente era moralizante e individualista. Afirma que o fim único da existência é o prazer, não compreendendo por isso o conceito de "pecado" e "devassidão" cristão, mas o completo ajustamento as leis naturais. O homem deve fugir de todas as situações de dor e sofrimento (pathos) até atingir a completa imperturbabilidade pessoal (apatia), que consiste em "não-sofrer". Deve cultivar a amizade universal - filia - e fugir das fontes de sofrimento que são a religião e a política. Divide e classifica os prazeres em:
- naturais e necessários - comer, beber.
- naturais e não-necessários - vestir, escolher certo alimento
- não-naturais e não-necessários - o poder e a crença

Classifica as formas de prazer, dos sentidos, do gosto, dos sons e do apetite, do amor e da contemplação que fazem a felicidade (eudaimonia) do homem. O confronto com o cristianismo vai descaracterizar o epicurismo, além da própria razão platônica revigorada em Plotino.
Embora de menor influência, os cínicos e os céticos, onde destaca-se como precursor Diógenes, pautam-se por uma completa crítica social, aos deuses, aos costumes, ao poder, à justiça, e à própria Filosofia. É mais um completo subjetivismo radical que chega a negar a objetividade do mundo, fruto do desespero e da crise Antiga.
Plotino (205-270 d.C.) retoma o pensamento de Platão e acrescenta-lhe uma estrutura mística: o conceito de Nóus, uma inteligência organizadora do mundo e a ideia de um emanacionismo divino da matéria. É o último dos grandes filósofos gregos. O período decadente da filosofia grega baseia-se no declínio da sociedade da Grécia.

## O período decadente e o cristianismo
Alguns paralelos nos permitem compreender a decadência do Império Romano e o êxito do cristianismo.
O fim das fronteiras regionais do mundo antigo é o helenismo, a expansão do modus vivendi grego imposto ao resto do mundo conhecido, através das conquistas de Alexandre Magno (séculos III e II a.C.). Embora a desintegração deste império se dê mais rápido ainda que a sua constituição, o fato é que ele tinha aberto uma nova compreensão do mundo, mais universalista e etnocêntrica, provocando profundas crises e transformações. Os romanos irão na esteira do império helênico. Mas cabe ressaltar aqui, que com Alexandre, as cidades gregas perdem sua autonomia, são obrigadas a pagar pesados impostos e têm seus exércitos e funções administrativas básicas subordinadas aos grupos ligados ao "conquistador".
Vendo frustradas as possibilidades políticas, a democracia corrompida pela tirania, a pólis destruída pela força, aliadas ao cada vez maior intercâmbio comercial e com influências do Oriente helenizado, o grego desenvolve um retorno ao misticismo, o que geralmente ocorre em épocas de crise, ao mesmo tempo que cria um tipo de sentimento de pessimismo e justificação, resistência e negação da realidade em que vive. Isso explicaria os diversos movimentos de ideias e seitas morais que surgem nesta época (século II a.C.), nas diversas cidades gregas: o ceticismo, o epicurismo e o estoicismo. A "polis" grega percebe o seu fim e o cidadão grego volta-se para seu próprio interior, para si mesmo, descrente e indefeso diante da enormidade do Império e da fatalidade histórica da dominação e perda da liberdade política. Descrente dos deuses, da mitologia e dos heróis, descrente da "polis", da Justiça e do Bem, da filia política e da própria Filosofia, o grego volta-se para a sua natureza interior. Já não pesquisa o princípio da natureza (physis), ou o princípio da realidade. Refugia-se no misticismo e num conceito de "indivíduo" exigindo que esta síntese lhe proporcione a felicidade pessoal que compense a perda da liberdade política. O grego deste período quer tornar-se autossuficiente, realizar em si o ideal da autarkéia, a completa autonomia e despojamento individual. Já não se sente um cidadão de uma determinada pólis, da qual antes se orgulhava; ao contrário, quer desprender-se de todos os laços familiares, religiosos ou que pertençam a uma determinada cidadania. Esta filosofia têm em comum um retorno ao ideal do sábio, como homem universal, cidadão do mundo, sem qualquer característica particularizante ou "nacional".
O ceticismo prega a indiferença teórica e prática. O ideal sábio será a completa e absoluta imperturbabilidade, o despojamento total e o domínio das "paixões internas" até atingir a ataraxia. Os céticos desenvolvem um sentimento de relativização de tudo, tanto para com os usos e costumes, a moral, como para o próprio Conhecimento. Epicuro (século II a.C.) prega o Ateísmo, o universalismo (o ideal do homem sem pátria) o individualismo, mas de uma maneira ainda mais explícita do que os céticos. Não há deuses nem Verdades pelas quais se deva viver ou morrer. O ateísmo e a descrença é, para ele, condição de felicidade humana. O que deve fazer o Homem, segundo Epicuro? Fugir de todo sofrimento, paixão e perturbação (pathos). O homem deve viver para buscar o Prazer. Contudo é preciso observar que este conceito de "prazer" em Epicuro não é o de "libertinagem" como nos apresentou a historiografia filosófica criada pela Igreja. O prazer epicurista tem uma conotação racional, o prazer é a contemplação absoluta, a serenidade e a fuga de todo sofrimento. Epicuro aconselha a "fugir da política e da religião que só provocam ilusões e sofrimento", como já dissemos anteriormente.
Epicuro liberta o homem da fatalidade cíclica grega. Faz do homem senhor de sua própria conduta e lhe dá a responsabilidade de conquistar a sua ataraxia individual (Eudaimonia). Já os Estoicos radicalizaram estas características: todos os homens podem ser sábios desde que dediquem-se às virtudes. O principal meio de se conseguir a imperturbabilidade é viver de acordo com a Razão. O sábio estoico deve abandonar a família, condição social, pátria, raça, etc… e por-se na busca na Sabedoria que é viver de acordo com a reta razão. O que identifica a todos os homens é que todos são portadores da razão e estão aptos à vivência da Virtude e Perfeição, cidadãos do mesmo Cosmos.
É também conhecido o episódio de Diógenes de Sínope, que anda pelas ruas da cidade procurando, de vela acesa na mão e durante o dia, "um Homem", numa atitude ferozmente crítica que demonstra a decadência do ideal grego de Homem, seja guerreiro, atleta ou legislador. Há um sentimento de descrédito e pessimismo, próprio de épocas de crise. Se nos aventurássemos pelo terreno da história teríamos muitos outros elementos a acrescentar: a grande massa de escravos gerada pela conquista, o sincretismo cultural entre os povos dominados, as tensões dos grupos dominantes e o modo de impor seu modelo cultural e social e as tantas formas de resistência, etc. Limitamo-nos porém, ao nível das ideias que, embora não sejam mero reflexo das contradições econômicas, estão imbricadas no processo. Contudo, nossa compreensão não é linear nem causal, e a forma desta compreensão obedece a um critério metodológico.
Vimos que as filosofias do chamado período decadente já estabelecem duas bases fundamentais da posterior síntese cristã: o universalismo e a interioridade. Estas filosofias demonstram que o cidadão grego e depois romano procuravam numa interioridade abstrata o refúgio e a compensação ou satisfação daquilo que a realidade já não lhe proporcionava. Um outro elemento que pode ter provocado e difundido este espírito universalista é o uso da língua grega tornada comum e popular, a Koiné. Este uso será fator de maior sincretismo ainda entre os povos colonizados pelos dois grandes impérios. Junte-se a isto as diversas seitas místico-filosóficas das quais destacamos o neoplatonismo. Plotino prega a libertação do corpo, propõe o ideal do Bem Supremo como objeto de Amor e o Uno (Nous) como demiurgo do Universo. O Objeto da "alma humana" é fundir-se a este "deus filosófico" pela contemplação e êxtase. Para Plotino, que será depois assimilado por Santo Agostinho, a filosofia já não é mais uma pesquisa sobre o mundo (pré-socráticos) ou sobre o homem e a pólis (Sócrates); nem ainda a prática cívico-poética (Aristóteles), mas sim a aceitação de uma realidade divina e providente, da qual todos fomos gerados por emanação. Deste monismo emancionista grego ao monoteísmo semita (Religiões abraâmicas), ao Deus pai e providente é uma faísca.

### A ideologia cristã
É neste palco que surgiu o cristianismo, pregando, a partir da periferia do mundo de então, uma nova ideologia, uma "Boa Nova", que despertava muito a atenção do povo, sobretudo os mais pobres. O Apóstolo Paulo, pregando em língua grega em todos os grandes centros, consolidou um novo modelo de cristianismo que diferia do cristianismo Ortodoxo original, existente em Jerusalém e ao Judaísmo. A grande aceitação do cristianismo entre os gregos e romanos, os gentios, foi porque passaram a se perceber como "depositários da fé e filhos da Promessa".
Opondo-se ao pensamento grego racionalista e teórico, o pensamento semita afirmou a historicidade e dramaticidade da vida humana, o sujeito, a pessoa, a consciência, o sentimento, a irreversibilidade do tempo, a Providência de Deus Pai e a salvação para todos por um gesto misteriosamente eficaz de um "Deus-Homem", Jesus Cristo. Esta era a "Boa Nova" (em grego Evangélion) anunciada de cidade em cidade e que atraía milhares de adeptos bem como incomodava os círculos do poder.
Em Roma, o cristianismo emancipou-se depois de três séculos de contradições e perseguição aos cristãos. Qual seria o perigo que ele representava? Outra vez deixaremos as causas mais históricas e específicas para determo-nos em dois pontos: a pregação cristã e o culto a Cristo. A pregação cristã era dirigida sobretudo a periferia de Roma. A estes povos dominados, massacrados, tidos como "povinho" pela ideologia da superioridade romana; explorados, escravizados e constantemente ameaçados, o cristianismo prega: a igualdade de todos os homens, a filiação divina de todos, a criação e a paterna providência de Deus, a salvação de todos e a ressurreição, uma outra vida para os sofridos e pobres, a caridade para com o próximo e, sobretudo a repartição das riquezas, condição, para a conversão à comunidade "dos eleitos". Isto criou toda uma espiritualidade dos grupos perseguidos, que passou a chamar a atenção dos povos naquele tempo.
Esta plataforma pregada com a tenacidade e o testemunho da morte (Pedro e Paulo morrem em Roma crucificados e decapitados) tem efeito explosivo e transformador. As perseguições aos cristãos são, sobretudo, pelo perigo que a sua pregação acarretava na decadente Roma dos séculos I e II d.C.. E o outro ponto importante é a pertença a uma comunidade, uma identidade religiosa onde todos "tinham tudo em comum e dividiam seus bens com alegria de modo que não havia necessitados entre eles".
O segundo ponto é o culto ao Christós, o filho de Deus, completamente puro de todo o pecado, título divino que os cristão tinham dado a Jesus de Nazaré, o Jesus histórico. Afirmar que o Jesus de Nazaré, histórico, é o "Christós" do universo e da sua vida é o primeiro ato da fé cristã, libertando-se do Judaísmo. Mas o importante é que o culto a Cristo é a negação do culto imperial a Augusto, título igualmente divino e prerrogativa de todos os Césares a partir de Otávio, que instituiu este culto, para todo o império, como suporte ideológico-político de sua dominação, paralelo ao culto dos demais deuses do panteão romano copiado dos gregos, Detenhamo-nos no seu aspecto político-religioso. Afirmar que o sol não era deus significava deixar inúmeros templos vazios e sacerdotes sem função, e mesmo deixar o Exército sem proteção. Afirmar que o imperador romano não é Deus é subversão política que as leis classificavam como crime de morte. Dizer que o imperador não é Deus é negar a sua efígie na moeda que corre, é negar os valores desta sociedade da qual ele é o símbolo e a sanção sagrada. Tudo isso é ser subversivo e as camadas dominantes rapidamente perceberam isto. Mas as perseguições, aliadas a outras causas internas e externas,  aceleraram o processo de transformação do império romano. Do ano 50, quando chegou a Roma, o cristianismo sofreu quatorze grandes perseguições, até que em 313 foi proclamado "religião oficial do Estado" pelo imperador Constantino. Começou então uma nova época para o cristianismo, a união entre poder político e religioso (Reviravolta de Constantino) que gerou a cristandade medieval. Era a superação da cultura romana elaborada em sua interioridade e o surgimento de nova síntese cultural: a "cristandade", que se opunha à superada "romanidade".
Nos dois séculos seguintes, IV e V, um outro fenômeno aconteceu em nível da religião (comunidade) e do império. Na comunidade surgiu uma crescente categoria que usurpou cada vez mais os poderes religiosos comunitários e concentrou os ministérios e funções em suas mãos: o clero. Desenvolvem uma ideologia (teologia) de justificação da função (O Cristo cabeça e a figura do Pastor) e aliam-se cada vez mais aos grupos dominantes. Deus Pai, que é amoroso e envia ao Mundo seu Filho para dizer que Ele quer salvar a Humanidade, é transformado em Deus carrasco que vê pecado em tudo e julga a humanidade com mão de ferro. Santo Agostinho é um dos teóricos deste movimento, propondo a divisão do poder em seu livro "Cidade de Deus e Cidade dos Homens", duas figuras básicas para explicar o poder da igreja e do Imperador. O papa, bispo de Roma com a justificação ideológica do primado de Pedro, toma o poder sobre os demais bispos e se configura em um novo "imperador" com palácios,  títulos, vestes e bastão, símbolos de poder.

### O triunfo histórico do cristianismo
Quando o Império Romano afundava sobre os ataques dos povos bárbaros, que vieram do norte, a Igreja já tinha poder suficiente para empreender a catequese (cristianização) destes povos. Faz do chefe bárbaro um imperador e impõe sobre ele a doutrina cristã, erigindo-se como a nova realidade do mundo: A Idade Média. Nessa época, com o surgimento de povos do norte que começam a invadir o Império Romano, o povo começa a fugir das cidades romanas. Os bárbaros povo de origem germânica, que não falava latim) que invadiam as cidades, saqueavam, violentavam mulheres, levavam jovens para ser soldados; incendiavam as cidades), foram responsáveis por mudanças no Império Romano. O povo com medo dos bárbaros fugia para os campos, chamados feudos (espécie de vilas ou fazendas) onde se ofereciam para trabalhar para os proprietários. Em troca do trabalho, moradia, alimentação e proteção, faziam um acordo de permanecer na terra do senhor enquanto vivessem e seus filhos da mesma forma. Este sistema, que se chamou de Feudalismo e permaneceu até surgir a Idade Moderna.
O cristianismo floresceu nesse meio. As vilas foram crescendo com a chegada cada vez maior de pessoas provindas das cidades. As vilas tinham o castelo do Senhor e o Templo, onde eram celebradas as missas; cumpridas as orações, da manhã, meio dia, anoitecer, sendo marcadas com o toque do sino. O povo devia obrigação de participar das orações e missa, confessar seus pecados, receber a hóstia, obedecer os mandamentos e dar as ofertas.

## A filosofia grega – cronologia

### O Período Pré-Socrático
Desde o berço da Filosofia, em Mileto (século IV a.C.) até Sócrates,buscam o princípio constitutivo do universo. São chamados de Físicos. Abrange também o movimento sofista na estruturação da "pólis" grega. O princípio da identidade e da contradição. O que é o ser?

### Período clássico
Sócrates (469-399 a.C.) – A preocupação com o homem e com o significado da existência humana. O que é o conhecimento? A busca do diálogo, a ironia e a maiêutica como métodos. O perfil do filósofo. O exercício da ironia, a crítica das tradições, os usos e costumes, do próprio regime democrático grego, decretaram a sua morte por "não acreditar nos deuses e corromper a juventude".
Platão (428-347 a.C.) O dualismo grego é sacralizado: o sensível e o espiritual, o bem e o mal, a unidade e a pluralidade. O mundo das sombras e o mundo das ideias. O mito da caverna, o Bem Supremo. A pólis exige Justiça. A "paidéia" prepara o cidadão para a "pólis". O filósofo é o mediador entre o sábio e o ignorante.
Aristóteles (384-322 a.C.) – Historiador e sistematizador de todo o pensamento grego anterior. É o criador da lógica formal e sistematizador das ciências no Organon (física, metafísica, lógica, matemática, psicologia, antropologia, ética, política etc). É tido como o maior dos filósofos gregos e um dos maiores da história da filosofia universal. Marca o apogeu da filosofia grega.

### Período decadente
É composto por várias escolas que surgem com a desintegração do império helenista, a ruína da "pólis", cidade grega e o poderio crescente dos romanos. Entre estas escolas destacamos:
- o helenismo;
- o ceticismo;
- o epicurismo;
- o cinismo;
- o estoicismo;
- o neoplatonismo.

Repensando a filosofia de Platão, que dá arremate ao pensamento grego, dominando a filosofia patrística e medieval, até o século XIII d.C. quando sua influência é substituída por Aristóteles, a filosofia grega não é apenas um período do desenvolvimento de um processo histórico. É a origem e a matriz de toda a filosofia e de todo desenvolvimento que vem depois, no pensamento europeu. Descobrindo a razão, o Logos, a essência do mundo e do homem grego, criaram as categorias, uma contribuição para a chegada da ciência e da técnica, e a universalização do espírito ocidental (cf. Mirador, p. 4.614).

## A filosofia romana
É um conjunto de escolas e seitas filosóficas no período de transição do paganismo ao cristianismo. Seu elemento é a "Koiné" que realiza o sincretismo grego – romano – judaico – oriental.
Destacam-se:
- O estoicismo – ascese cívica e política
- O epicurismo - a busca da ataraxia e da aponia. O prazer é o fim da vida